# Renage
Renage település Franciaországban, Isère megyében. Lakosainak száma 3361 fő (2022. január 1.). Renage Tullins, Vourey, Beaucroissant, Charnècles és Rives községekkel határos.

## Népesség
A település népessége az elmúlt években az alábbi módon változott:
| Lakosok száma | 3037 | 3154 | 3318 | 3601 | 3606 | 3557 | 3507 | 3467 | 3388 | 3361 |
|               | 1968 | 1982 | 1990 | 2006 | 2013 | 2015 | 2017 | 2019 | 2020 | 2022 |